# Мартиновићи (Гусиње)
Мартиновићи је насеље у општини Гусиње у Црној Гори. Према попису из 2011. било је 532 становника (према попису из 2003. било је 689 становника).

## Прошлост
У селу Мартиновићу у којем је било доста православаца је заузимањем проте Шекуларца изграђена православна црква. Попа Ђорђе је о свом трошку подигао ту богомољу. Црква је покривена у лето 1933. године, а освећена крајем 1934. године

## Демографија
У насељу Мартиновићи живи 491 пунолетни становник, а просечна старост становништва износи 33,2 година (33,2 код мушкараца и 33,2 код жена). У насељу има 148 домаћинстава, а просечан број чланова по домаћинству је 4,66.
Ово насеље је великим делом насељено Албанцима (према попису из 2003. године), а у последња три пописа, примећен је пад у броју становника.
|  |

| Демографија | Демографија | Демографија |
| Година      | Становника  | Становника  |
| ----------- | ----------- | ----------- |
|             |             |             |
|             |             |             |
|             |             |             |
|             |             |             |
| 1948.       | 354         |             |
| 1953.       | 508         |             |
| 1961.       | 592         |             |
| 1971.       | 685         |             |
| 1981.       | 842         |             |
| 1991.       | 722         | 560         |
| 2003.       | 1.312       | 689         |
| 2011.       |             | 532         |

| Национални састав према попису из 2003.‍ | Национални састав према попису из 2003.‍ | Национални састав према попису из 2003.‍ | Национални састав према попису из 2003.‍ | Национални састав према попису из 2003.‍ |
| --------------------------------------- | --------------------------------------- | --------------------------------------- | --------------------------------------- | --------------------------------------- |
|                                         |                                         |                                         |                                         |                                         |
| Албанци                                 | Албанци                                 |                                         | 650                                     | 94,33%                                  |
| Срби                                    | Срби                                    |                                         | 25                                      | 3,62%                                   |
| Црногорци                               | Црногорци                               |                                         | 9                                       | 1,30%                                   |
| непознато                               | непознато                               |                                         | 5                                       | 0,72%                                   |

| Национални састав према попису из 2011.‍ | Национални састав према попису из 2011.‍ | Национални састав према попису из 2011.‍ | Национални састав према попису из 2011.‍ | Национални састав према попису из 2011.‍ |
| --------------------------------------- | --------------------------------------- | --------------------------------------- | --------------------------------------- | --------------------------------------- |
|                                         |                                         |                                         |                                         |                                         |
| Албанци                                 | Албанци                                 |                                         | 501                                     | 94,17%                                  |
| Срби                                    | Срби                                    |                                         | 10                                      | 1,88%                                   |
| Бошњаци                                 | Бошњаци                                 |                                         | 7                                       | 1,32%                                   |
| непознато                               | непознато                               |                                         | 14                                      | 2,63%                                   |

| Година пописа     | 1948. | 1953. | 1961. | 1971. | 1981. | 1991. | 2003. |
| ----------------- | ----- | ----- | ----- | ----- | ----- | ----- | ----- |
| Број домаћинстава | 71    | 81    | 93    | 90    | 119   | 101   | 262   |

| Број чланова      | 1   | 2  | 3  | 4  | 5  | 6  | 7  | 8  | 9 | 10 и више | Просек |
| ----------------- | --- | -- | -- | -- | -- | -- | -- | -- | - | --------- | ------ |
| Број домаћинстава | 148 | 10 | 16 | 19 | 21 | 33 | 23 | 16 | 4 | 3         | 3      |

| Пол    | Укупно | Неожењен/Неудата | Ожењен/Удата | Удовац/Удовица | Разведен/Разведена | Непознато |
| ------ | ------ | ---------------- | ------------ | -------------- | ------------------ | --------- |
| Мушки  | 249    | 99               | 146          | 1              | 0                  | 3         |
| Женски | 280    | 100              | 162          | 14             | 0                  | 4         |
| УКУПНО | 529    | 199              | 308          | 15             | 0                  | 7         |

| Пол    | Укупно                    | Пољопривреда, лов и шумарство | Рибарство                            | Вађење руде и камена | Прерађивачка индустрија       |
| ------ | ------------------------- | ----------------------------- | ------------------------------------ | -------------------- | ----------------------------- |
| Мушки  | 47                        | 2                             | 0                                    | 1                    | 8                             |
| Женски | 27                        | 2                             | 0                                    | 0                    | 2                             |
| УКУПНО | 74                        | 4                             | 0                                    | 1                    | 10                            |
| Пол    | Производња и снабдевање   | Грађевинарство                | Трговина                             | Хотели и ресторани   | Саобраћај, складиштење и везе |
| Мушки  | 1                         | 0                             | 2                                    | 5                    | 5                             |
| Женски | 1                         | 1                             | 2                                    | 1                    | 0                             |
| УКУПНО | 2                         | 1                             | 4                                    | 6                    | 5                             |
| Пол    | Финансијско посредовање   | Некретнине                    | Државна управа и одбрана             | Образовање           | Здравствени и социјални рад   |
| Мушки  | 1                         | 0                             | 2                                    | 6                    | 5                             |
| Женски | 0                         | 0                             | 1                                    | 7                    | 3                             |
| УКУПНО | 1                         | 0                             | 3                                    | 13                   | 8                             |
| Пол    | Остале услужне активности | Приватна домаћинства          | Екстериторијалне организације и тела | Непознато            | Непознато                     |
| Мушки  | 1                         | 0                             | 0                                    | 8                    | 8                             |
| Женски | 0                         | 0                             | 0                                    | 7                    | 7                             |
| УКУПНО | 1                         | 0                             | 0                                    | 15                   | 15                            |